# Sebastes nigrocinctus
Espèce
Sebastes nigrocinctus est une espèce de poissons de la famille des Scorpaenidae.